# Энсисо, Хулио Сесар (футболист, 2004)
Ху́лио Се́сар Энси́со Эспи́нола (исп. Julio César Enciso Espínola; родился 23 января 2004) — парагвайский футболист, нападающий английского клуба «Брайтон энд Хоув Альбион» и сборной Парагвая.

## Клубная карьера
Начал футбольную карьеру в местных командах своего родного города Каагуасу, а в возрасте 11 лет стал игроком футбольной академии столичного клуба «Либертад». 17 марта 2019 года 15-летний Хулио дебютировал в основном составе «Либертада» в матче парагвайской Примеры против клуба «Депортиво Сантани», став самым молодым игроком в истории клуба. 27 сентября 2020 года забил свой первый гол за «Либертад» в матче против «Спортиво Сан-Лоренсо».
17 июня 2022 года перешёл в клуб английской Премьер-лиги «Брайтон энд Хоув Альбион» за 9,5 млн фунтов, подписав четырёхлетний контракт. 24 августа дебютировал в составе «чаек» в матче Кубка Английской футбольной лиги против «Форест Грин Роверс». 29 октября 2022 года дебютировал в Премьер-лиге, выйдя на замену Адаму Лаллане в матче против «Челси». 4 апреля 2023 года забил свой первый гол за «Брайтон энд Хоув Альбион» в матче Премьер-лиги против «Борнмута». 24 мая 2023 года забил гол в ворота «Манчестер Сити» дальним ударом; впоследствии этот гол был признан лучшим голом Премьер-лиги сезона 2022/23.

## Карьера в сборной
В 2019 году в составе сборной Парагвая до 15 лет сыграл на чемпионате Южной Америки, который прошёл в Парагвае. 24 ноября 2019 года забил гол в матче группового этапа против сверстников из Уругвая.
14 июня 2021 года дебютировал за главную сборную Парагвая в матче Кубка Америки против сборной Боливии.

## Достижения
«Либертад»
- Чемпион парагвайской Примеры: 2021 (Апертура)
- Обладатель Кубка Парагвая: 2019

Личные достижения
- Гол сезона по версии BBC: 2022/23[13]
- Гол сезона английской Премьер-лиги: 2022/23[10]